# Онсагер, Ларс
Ларс Онсагер (англ. Lars Onsager; 27 ноября 1903 — 5 октября 1976) — норвежско-американский физхимик и физик, лауреат Нобелевской премии по химии (1968). Известен как создатель теории необратимых реакций, а также автор точного решения двумерной модели Изинга.

## Биография
Родился в городе Кристиания (современном Осло) в семье Эрлинга и Ингрид Киркеби Онсагеров. Отец работал адвокатом, семья имела экономические интересы в металлургической промышленности, поэтому учёному впоследствии приходилось открещиваться от того, что его отец был «стальным магнатом».
Первое образование было гуманитарным. Друзья находили его хорошо разбирающимся в классической литературе и философии и восхищались его вкусом в музыке и изобразительном искусстве. По завершении средней школы в Осло в 1920 году Онсагер поступил в Норвежский технологический институт в Тронхейме для изучения химической технологии, чтобы впоследствии построить карьеру в области инженерии. Но сам он был человеком творческим; он уже купил монографию «Современный анализ» Уиттекера и Ватсона и любил читать эту довольно сложную для понимания книгу в свободное время. Эта ранняя дисциплинированность помогла ему в дальнейшем добиться многих захватывающих достижений, в особенности — решения двухмерной модели Изинга.
В других отношениях, студенческие годы Онсагера в Норвежском технологическом институте стали определяющими для дальнейшей работы: как молодой химик он был знаком с современной (для того времени) теорией растворов электролитов, согласно которой свойства электролитов должны быть аддитивными, причём не только для молекул, но и для составляющих их ионов.
За 5 лет учёбы в Тронхейме Онсагер не только приобрёл математические навыки, которые позже применил при описании свойств растворов электролитов, к проблеме которых его внимание периодически возвращалось в течение всей жизни, но также дал глубокую оценку связи теории с экспериментом и обязанности теоретика предлагать экспериментальные опыты исходя из своих идей. По крайней мере, есть вероятность того, что его интерес к термической диффузии, коллоидным растворам и явлениям турбуленции возник во время его обучения на химика-инженера. Во всяком случае, когда он в итоге получил диплом инженера-химика в 1925 году, наступило время для выхода на научную сцену его огромных интеллектуальных способностей.
В 1925 году он внёс некоторые изменения в теорию растворов электролитов Дебая — Хюккеля, уточнив броуновское движение ионов в растворе, и опубликовал соответствующую работу в 1926 году. Затем в Цюрихе встретился с Дебаем, обсудив с ним ошибочность ранней формулировки теории. Ему удалось настолько сильно впечатлить Дебая, что тот пригласил его стать своим ассистентом в высшей технической школе Цюриха, в которой Онсагер оставался до 1928 года.

### Университет Джонса Хопкинса
В 1928 году Ларс Онсагер эмигрировал в США и был принят на должность соискателя в университете Джонса Хопкинса. Однако он не задержался на этой должности надолго. По словам Роберта Коула, который работал с Онсагером более 40 лет, ему была назначена должность лектора по химии на начальных курсах, что было ошибкой, так как Онсагер не мог адекватно думать на уровне молодых студентов. В результате он был уволен с данной должности.
У Онсагера на протяжении всей жизни были большие сложности, возникающие при общении с менее подготовленными специалистами, многие собеседники отмечали эту особенность. Проблемы общения с «простыми смертными» не были следствием нетерпения или высокомерия — химик-теоретик из университета Брауна Джулиан Гиббс, который знал Онсагера, впоследствии описывал его как человека, который просто всегда считал, что его слушатели были с ним на одинаковом уровне мышления. Домб отмечал, что при личном общении с Онсагером гораздо проще найти общий язык, если сохранять настойчивость в требовании объяснений по вопросам, которые не понятны. В таком случае Онсагер старался упростить свои объяснения до тех пор, пока собеседник не поймет вопрос.

### Университет Брауна
После увольнения из Университета Джонса Хопкинса перешёл на должность руководителя исследований на химический факультет Брауновского университета, где деканом был опытный администратор Чарльз Краус. Краус, несмотря на отсутствие у Онсагера учёных степеней, был уверен, что молодой учёный принесёт пользу, и именно эта работа привела его к получению Нобелевской премии.
Простые учёные могут быть обескуражены той интеллектуальной изоляцией, в которой Онсагер находился в течение этих пяти лет работы в университете. Проблемы, которые он решал, и идеи, которые он развивал, вряд ли были конструктивно обсуждены с его коллегами.
Как декан химического факультета, Краус всегда знал, что Онсагер любит проводить эксперименты и не тратит всё своё время на теоретическую работу. Однажды Онсагер сказал ему, что полон решимости попробовать провести эксперимент по разделению изотопов методом термической диффузии. «Хорошо», — сказал Краус, и был вдвойне доволен, когда Ларс сказал, что для эксперимента ему нужна лишь длинная трубка. Однако хорошее настроение у декана быстро исчезло, когда Онсагер объяснил ему, что эта трубка должна быть из платины и тянуться из фундамента до уровня третьего этажа здания факультета. Джулиан Гиббс пишет, что Краус никогда не напоминал Онсагеру о проведении эксперимента, который был слишком неудачным. Это связано с тем, что за более чем 10 лет никто не смог успешно провести данный эксперимент, пока это не стало необходимым для Манхэттенского проекта по созданию атомной бомбы.
Педагогическое старание Онсагера в университете Брауна было намного сильнее, чем в университете Джонса Хопкинса. Джон Райан, выпускник университета Брауна, вспоминая курс «Садистической (а не статистической) механики» Онсагера, рассказывал, как однажды один новенький начал ходить на лекции Онсагера. И уже на второй лекции, когда Ларс, как обычно, написал на доске сложное математическое уравнение, и с надеждой в голосе спросил у аудитории «Вы видите?», мрачная тишина была прервана новичком, который спросил: «А не должен ли там быть единичный вектор?». Онсагер повернулся к доске, и с возгласом «Kонечно, должен!» небрежно начертил на доске значок единичного вектора и засиял лучезарной улыбкой. Он нашёл ученика, который понимал его, и следующие лекции стали выглядеть как дуэт из двух людей, понимающих в чём дело, что вызывало недоумение у остальных студентов. Новичка звали Раймонд Фуосс, который впоследствии защитил кандидатскую диссертацию под руководством Онсагера и стал его первым соавтором. Снова встретившись в Йельском университете, они работали вместе в течение 35 лет, написав немало совместных работ. В 1929 году Онсагер опубликовал статью, в которой были выведены знаменитые соотношения взаимности, впоследствии получившие его имя, но решил, что понятия и условия для данных соотношений должны быть уточнены, и более детальное описание соотношений появилось лишь в 1931 году. Утверждения и вправду были очень общими, так как сейчас эти соотношения взаимности называют четвёртым законом термодинамики. 8 лет спустя, Онсагер был номинирован на Нобелевскую премию за своё открытие.
Онсагер также внёс большой вклад в науку благодаря открытию принципа наименьшего рассеяния энергии, который должен быть математически эквивалентен соотношениям взаимности для систем близких к равновесию.
Онсагер оставался в университете Брауна до 1933 года, пока экономический кризис не привёл к сокращению его должности. Для химического факультета оказалось невозможным убедить университет, что его работа даже в качестве преподавателя была просто необходима. Резюмируя, можно сказать, что хотя Ларсу Онсагеру и не удалось преуспеть в преподавательской деятельности, он сделал значительный вклад в статистическую механику и термодинамику.

### Йельский университет
В 1933 году Онсагер был принят в Йельский университет, где провёл самую замечательную часть своей жизни.
Решая вопрос о присуждении ему докторской степени, химический факультет обнаружил, что у Онсагера нет открытия, достойного данного звания. Соотношения взаимности были опубликованы двумя годами ранее, однако те результаты, которые он отправил в Норвежский технологический институт в Тронхейме были сочтены недостаточными для присуждения ему докторской степени. Эта неудача сильно расстроила учёного. Его коллеги посоветовали ему защитить докторскую степень в Йельском университете. Тем более Ларс уже имел достаточный практический и лекционный опыт, а в качестве тезисов в Йеле были готовы принять любую его работу.
Однако Ларс решил, что он должен написать что-то новое. И он не заставил долго себя ждать — опубликовал тезисы «Решения уравнения Матьё периода {\displaystyle 4\pi } и некоторые связанные c ним функции». Химики и физики поначалу, судя по всему, не поняли значимости данной работы. В конце концов, тезисы были отправлены на математический факультет, где профессор Эйнар Хилле, вместе с экспертами в данной области, с удовольствием прочитали их. Тогда Эйнар заявил профессору Хиллу, декану химического факультета, что если химфак не присудит Онсагеру докторскую степень, то это сделает математический факультет. Не желая быть отодвинутыми на задний план, химики сразу согласились присудить Онсагеру степень доктора химических наук.
Можно говорить о некоторой несистематичности в его научных мыслях (особенно в ранние годы в Йеле), однако качественный уровень его мышления был безупречен. Он преимущественно работал один, реже — с коллегами и аспирантами, с которыми впоследствии пожелал сотрудничать и в дальнейшем. Он заработал собственную репутацию, можно сказать, почти в одиночку. Он никогда не проявлял своих амбиций, чтобы организовать собственную научную группу, однако расстраивал многих своих коллег, делая попытки вовлечь химиков-теоретиков из других университетов в свою работу в Йеле. Его лекционные навыки не подавали признаков улучшения — его курсы статистической механики в народе назывались как «Первый норвежский усложнённый» и «Второй норвежский усложнённый» («Advanced Norwegian I» и «Advanced Norwegian II»). Но у Онсагера, тем не менее, было много друзей как в Йеле, так и за пределами университета — его искренняя доброта, теплота, честность всегда завоевывала симпатию у тех людей, с которыми он знакомился.
Его самыми известными работами того периода были статья по эффекту Вина и статья по дипольным моментам молекул в растворах. Как минимум последние четыре статьи довоенного периода, по своей сути, были индикаторами того, к чему Онсагер в итоге пришёл. Статья про электростатические взаимодействия молекул в кристаллах наметила путь его дальнейшей работы по статистической механике фазовых переходов. Две статьи по разделению изотопов методом термической диффузии предвещали использование идей Онсагера в Манхэттенском проекте по созданию ядерной бомбы. Статья о явлении турбуленции при термической диффузии была интересна тем, что в ней Онсагер пришёл к открытию этого явления вслед за аналогичным открытием советского учёного Колмогорова, работы которого не были известны на западе до окончания войны.
Тот факт, что жена Онсагера была австрийкой, а Ларс ещё не получил американское гражданство, не позволяло Онсагеру работать в сфере военных заказов. Возможно, действительно, благодаря невысокому темпу академической жизни в Йеле, Ларсу было легко сконцентрироваться на своих собственных исследованиях. Какой бы ни была причина, он находил время думать напряжённее, чем когда-либо прежде, чтобы решить ключевую проблему в области физики, которая представлялась другим лежащей за пределами человеческого понимания.
А проблема была следующей: могли ли фундаментальные постулаты статистической механики описывать различные фазовые переходы в веществе. Известно, что для одномерного кристалла ответ был отрицательным: какими бы не были(в конечном измерении) диапазоны взаимодействия, резкий фазовый переход не мог возникнуть. Тем не менее, была простая модель системы, в которой фазовый переход можно было ожидать, а именно, двумерная модель Изинга.
Рядом учёных предпринимались более ранние попытки решить проблему Изинга, однако все они были вынуждены использовать методы аппроксимации, точность результатов которых наиболее сложно поддаётся оценке, и которые, в окончательном варианте, оказались весьма неудовлетворительными.
Онсагер провел анализ методов и обнаружил возможность применения дополнительных приемов, что привело к последовательному получению обнадёживающих результатов. В конечном итоге, он вычислил статистическую сумму, определяющую термодинамические свойства. Результат был получен в 1942 году, после чего была проведена проверка и дальнейшая доработка деталей. Наконец, в 1944 году была опубликована соответствующая работа.
Решение задачи Изинга, выполненное Онсагером, было впервые опубликовано как дискуссионное замечание после научной статьи Грегори Ванье на собрании Нью-Йоркской академии наук 18 февраля 1942 г. Это решение вызвало сенсацию в мире теоретической физики, так как показало, что удельная теплоёмкость фактически растёт до бесконечности в точке перехода. Данный феномен был неожиданным для тех, кто считал, что флуктуации всегда сглаживаются неточностью при анализе. Работа Онсагера стала значительным импульсом для изучения явлений взаимодействия и является наиболее значимым достижением в этой области.
Быстрое признание важности этого открытия отражается в письме Вольфганга Паули, написанного Хендрику Казимиру сразу после окончания войны. Казимир был обеспокоен тем, что так долго был отрезан от проблем теоретической физики союзных стран, но Паули успокоил его, заявив, что за это время не случилось ничего интересного, за исключением решения задачи Изинга Онсагером. А в более поздние годы Лев Ландау, чья общая феноменологическая теория фазовых переходов была основательно подорвана результатами Онсагера, говорил В. Л. Покровскому, что в то время как работы других теоретиков его поколения не имели на него большого влияния и не представляли никакой опасности, он не мог себе даже представить, что Онсагер вот так решит задачу Изинга.
Собрание IUPAP во Флоренции дало Онсагеру возможность обнародовать ещё две фееричные работы — одну по теории турбулентности и другую по поведению сверхтекучего гелия.
«Читая это в наши дни», — писал Пиппард в 1961 г., — «в свете более поздней теории Фейнмана о гелии, видно, что некоторые из этих важных идей были хорошо известны Онсагеру… Это, пожалуй, первый важный пример, характеризующий характер Онсагера в последние 10 лет — нежелание публиковать какую-либо работу до тех пор, пока она не была тщательно выверена и отполирована, что совмещалось с привычкой давать ценные сведения в крайне афористичных терминах. Неясность его высказываний не была связана с желанием вести кого-либо в заблуждение, а, скорее, была результатом его неумения оценить компетентность своих слушателей. Для тех, кто мог оценить то, что он пытался до них донести, он был источником глубокого вдохновения».
В 1945 году Онсагер становится гражданином США, а в 1947 году его избирают в Национальную академию наук.
По внешним признакам 1949 год был для Онсагера «годом чудес». Вышли в свет не только его третья статья по решётке Изинга и его заметки по спонтанной намагниченности и квантовому завихрению, но также и его фундаментальная работа по анизотропным растворам палочковидных молекул. Эта статья перевела теорию жидких кристаллов на прочную статистическую базу и сделала невозможным высказывания о существовании мистических «биологических» сил между частицами в растворе, скажем, «вируса табачной мозаики». В 1951-52 гг. Онсагер переехал в Кембридж в качестве сотрудника Кавендишской лаборатории. Работая по программе Фулбрайта, он разработал теорию диамагнетизма в металлах, внеся ясность в понимание эффекта де Хааза — Ван А́льфена.
В период с 1955 по 1965 гг. мысли Онсагера постоянно возвращались к его первой научной проблеме — свойствам электролитов, а также исследованию электрических свойств льда. В 1968 г. он был номинирован, не в первый раз, на Нобелевскую премию. Факультет в Корнелле номинировал его на обе премии — в области физики и химии, особенно отметив его фундаментальные работы по фазовым переходам; в результате он был награждён Нобелевской премией 1968 г. в области химии за открытие соотношений взаимности, которого не хватило ему для получения докторской степени в Норвегии.

### Корал Гейблс. Последние годы жизни
После его ухода на пенсию Йель предлагает Онсагеру офис, как почётному профессору, но отказывает ему в финансировании для продолжения совместных исследований с коллегами в докторантуре. В частности, проректор цитирует одно правило, запрещающее почётному профессору занимать должность научного руководителя исследований, на которые выделяются гранты агентством. Онсагера возмутило слепое применение этого правила, и он подал апелляцию, которая была отклонена. Со временем, другие сотрудники университета поняли всю абсурдность ситуации и подали протест президенту Кингману Брюстеру-мл., но было уже поздно. Тем временем, Онсагер согласился с назначением на должность заслуженного профессора университета в университете Майами, Корал-Гейблс, и присоединился к Центру теоретических исследований под руководством Бехрама Курсуноглу, где его изыскания щедро спонсировались национальными агентствами.
В течение нескольких последних лет своей жизни Онсагер интересовался биофизикой и регулярно посещал собрания Исследовательской программы по неврологии, членом которой он был. Он активно посещал различные конференции, но редко высказывал свои мнения, предпочитая вместо этого внимательно слушать. Но он никогда не относился пренебрежительно к проблеме понимания мозговой деятельности; на процедуре энцефалографии он как-то заметил: «Это равносильно оценке работы телефонного аппарата путём измерения колебаний в электрической сети, которую использует телефонная компания».
В 1975 году Лондонское королевское общество выбрало Онсагера своим иностранным членом.
Осенью 1976 года Онсагер поехал в Канаду на конференцию по радиационной химии — относительно новая сфера его интересов, затрагивающая, однако, некоторые из его ранних идей. В последнее время он чувствовал себя не очень хорошо; страдал от болей при дыхании (он был заядлым курильщиком) и у него был инфекционный флебит нижних конечностей, но он стеснялся жаловаться на эти боли своим друзьям. Его жена осталась на их ферме в Тилтоне, и Ларс вернулся в Майами один. Однажды утром, вскоре после его возвращения, друг Онсагера, известный физик Джозеф Хаббард, заехал к нему на ул. Билтмор-драйв, ожидая, что дом будет открыт, так как Онсагер любил по утрам плавать в своём бассейне во дворе. Но дом оказался закрыт, и сосед Онсагера сходил за запасным ключом. Ларс лежал на спине, в плавках, как будто как обычно собрался поплавать утром. Похоже, что это была быстрая и милосердная смерть — его лицо выглядело, как лицо человека, ушедшего во сне.

## Ретроспектива
Ларс Онсагер не был в полной гармонии с этим миром, хотя и хорошо понимал его фундаментальные законы. Он больше интересовался «жизнью разума», чем политикой или религией, и тратил мало времени на академические, либо общественные дела. Он был консерватором по политическим убеждениям и высказывался о действующем президенте Никсоне как о патриоте. Он не отрицал религию полностью, но его подход к жизни был абсолютно прагматичным. Он хотел решать конкретные задачи и не интересовался, к примеру, философскими парадоксами квантовой механики. Своими редкими, но блистательными работами он доказал, что интеллектуальный прогресс достигается должной подготовкой и неослабевающим вниманием к деталям. Как писал Бехрам Курсуноглу спустя два месяца после его смерти: «Мы всегда будем помнить его как великого человека науки — с выдающимися человеческими и научными качествами, которые сильно обогатили жизнь и работу тех людей, которым довелось с ним общаться, так же, как они повлияли и будут влиять на многие поколения учёных во всем мире».

## Основные работы
Основные работы Онсагера включают в себя теорию необратимых процессов, теорию фазовых переходов, теорию электролитов. Он вывел(1926) уравнение электропроводности Онсагера. Открыл(1931) принцип симметрии кинетических коэффициентов, послуживший основой феноменологической термодинамики неравновесных процессов. Предложил теорию квантовых вихрей в сверхтекучем гелии. В физике Онсагер известен прежде всего решением двумерной модели Изинга.

## Личная жизнь
Летом 1933 года был в Европе и посетил австрийского химика Фалькенхагена. Фалькенхаген в это время болел и попросил свою сестру Грэтл (Маргариту Арледтер) встретить учёного. Грэтл увидела его поднимающегося по ступенькам — очень привлекательного молодого человека, который, как сказал ей брат, «шёл впереди своего времени». Они пошли ужинать, но Ларс для человека «идущего впереди своего времени» вёл себя очень скромно. После ужина он немного вздремнул на скамейке во внутреннем дворике, после чего вдруг спросил у Грэтл «Есть ли у Вас молодой человек?». Они поженились восемь дней спустя — 7 сентября 1933 года; ей было 21, а ему 29.
Он устроил «семейное гнездо» в Нью Хейвене на Уитни Авеню. В течение последующих шести лет Грэтл родила ему 4-х детей: Эрлинг Фредерик (назван в честь дедушки), Ингер Мари, Ганс Танберг, Кристиан Карл. Старший и младший сыновья впоследствии закончили Йельский университет, однако наукой заниматься не стали.
Во время работы в Йеле, Онсагер купил ферму в Тилтоне с большим домом и участком примерно в 100 акров. Ларс очень любил заниматься садоводством, земледелием, плотничеством и другими сельскохозяйственными работами. Как глубоко разбирающийся и в этом деле, он читал иногда мини-лекции своим гостям о паразитах, портящих его овощи на ферме; он мог с лёгкостью назвать химические соединения, которые были наиболее полезны в каждом из растущих у него на участке плодов. Он всегда искренне удивлялся, когда узнавал, что кто-то не знает того, что знает он и находит интересным — например, о садоводстве или любой другой теме он говорил: «Почему вы этого не знаете? Это ведь написано во всех общеизвестных книгах по этой теме». (У Онсагера даже была своя теория, созданная опять же на базе прочитанных книг, о том, что динозавры на самом деле были теплокровными животными).
В деревне он жил полной жизнью: много гулял, плавал и постоянно поддерживал физическую форму. Даже когда он был уже стар, не давал повода своим родным беспокоиться за его здоровье и считать, что его физическая сила ослабевает.

## Награды
В 1953 году был награждён премией Румфорда Американской академии искусств и наук, а в следующем году Гарвард присудил ему его первую почётную степень доктора наук. (почти через 21 год после того, как Гретль сказала его друзьям, чтобы они не принимали всерьёз его эксцентричность, так как он на 20 лет опережает своё время).
Почести и приглашения последовали одно за другим: медаль Лоренца Королевской академии наук Нидерландов в 1958 году, присвоение степени доктора технических наук в 1960 году от Норвежского технологического института (его кающейся «альма-матер») и в 1962 году не менее 3 почётных докторских степеней (одна из которых от университета Брауна), и 3 медали от Американского химического общества: медаль Льюиса, медаль Гиббса и медаль Кирквуда, которой он был удостоен в честь памяти его старого друга и коллеги в Йеле Джона Кирквуда. Также получил медаль Ричардса(1964), Гиббсовскую премию(1964), премию Петера Дебая(1965), премию Belfer от Иешива-университета(1966), Национальную научную медаль США(1968) и медаль Уилбура Кросса(1972).

## Память
Его именем названы награды:
- Премия Онсагера от Американского физического общества (сайт премии Архивная копия от 29 октября 2021 на Wayback Machine)
- Медаль Онсагера[англ.] от Норвежского университета естественных и технических наук (сайт премии Архивная копия от 3 августа 2014 на Wayback Machine)

## Избранные работы
- Reciprocal relations in irreversible processes, «Physical Review», 1931, v. 38, № 12 p. 2265
- Crystal statistics, «Physical Review», 1944, v. 65, № 3—4
- Statistical hydrodynamics, «Nuovo Cimento», 1949, Supplemento al v. 6, ser. 9, № 2
- The electrical properties of ice, в кн.: Electrolytes, Oxf., 1962 (совм. с М. Dupuis)